# Hemilamprops assimilis
Hemilamprops assimilis is een zeekommasoort uit de familie van de Lampropidae. De wetenschappelijke naam van de soort is voor het eerst geldig gepubliceerd in 1883 door Sars.